# セバスチャン・ネグリ
セバスチャン・ネグリ（Sebastian Negri、1994年6月30日 - ）は、ユナイテッド・ラグビー・チャンピオンシップ、ベネットン・ラグビーに所属するラグビーユニオン選手。

## プロフィール
- ジンバブエ・マロンデラ出身。
- ポジションはロック(LO)。
- 身長 195cm、体重 110kg
- U20イタリア代表に選ばれたことがある[1]。
- イタリア代表キャップは40（2022年12月現在）でラグビーワールドカップ2019のイタリア代表に選ばれた[2]。

## 略歴
2017年、ベネットンに加入。 